# Pośredni Niespodziany Stawek
Pośredni Niespodziany Stawek (słow. Prostredné Studené pleso) – mały stawek znajdujący się w Dolinie Staroleśnej, w słowackiej części Tatr Wysokich.
Do tej pory nie został zmierzony. Leży w kotlinie zwanej Niespodzianym Ogródkiem, u podnóża południowej ściany Strzeleckiej Turni. Jest jednym z grupy Niespodzianych Stawków (Studené plesá) wchodzących w skład 27 Staroleśnych Stawów, które znajdują się w obrębie Doliny Staroleśnej. Oprócz niego w grupie tej znajdują się Niżni i Wyżni Niespodziany Stawek (największy z nich). Pośredni Niespodziany Stawek znajduje się pomiędzy nimi, nieco powyżej Niżniego. Do stawów nie prowadzą żadne znakowane szlaki turystyczne.